# Marcos Caicedo
Marcos Caicedo (n. Guayaquil, Ecuador; 10 de noviembre de 1991) es un exfutbolista ecuatoriano. Jugaba como delantero o extremo.

## Trayectoria

### Club Sport Emelec
Marcos Caicedo se inició en las inferiores del Club Sport Emelec. El director técnico Humberto Pizarro lo hizo debutar en un partido oficial contra Deportivo Azogues el 22 de julio de 2007, en la victoria de su equipo por 2-0 en el estadio Capwell.
Marcó su primer gol como profesional el 22 de junio de 2008 en el Estadio Capwell ante la Universidad Católica, en la victoria por 2-1.

#### Regreso a Emelec
En 2013 retornó a Emelec, equipo con el que ese año gana la Serie A de Ecuador.

#### Segundo retorno a Emelec
El día 24 de diciembre de 2021 se confirma su vuelta al Club Sport Emelec procedente de Guayaquil City, tras rescindir contrato con Liga Deportiva Universitaria.

### El Nacional
El 2012 fue cedido a préstamo al Club Deportivo El Nacional de Quito.

### Club León
El 23 de mayo del 2014 fue fichado por el bicampeón mexicano Club León.

### Dorados de Sinaloa
A mediados de 2015 es cedido a Dorados de Sinaloa.

### Mineros de Zacatecas
En el inicio del 2016 es cedido al Mineros de Zacatecas

### Barcelona Sporting Club
A mediados de 2016 llega a Barcelona Sporting Club, donde tiene destacadas actuaciones en el ataque por su velocidad y explosividad

## Selección nacional

### Categorías inferiores
Ha formado parte de la selección de fútbol de Ecuador en torneos como el Campeonato Sudamericano Sub-20 de 2011, el Campeonato Sudamericano Sub-20 de 2011, y la Copa Mundial de Fútbol Sub-20 de 2011.

#### Participaciones en Sudamericanos
| Campeonato                  | Sede      | Resultado    | Partidos | Goles |
| --------------------------- | --------- | ------------ | -------- | ----- |
| Sudamericano Sub-20 de 2009 | Venezuela | Primera fase | 1        | 0     |
| Sudamericano Sub-20 de 2011 | Perú      | Cuarto lugar | 9        | 1     |

#### Participaciones en Copas del Mundo
| Campeonato                  | Sede     | Resultado        | Partidos | Goles |
| --------------------------- | -------- | ---------------- | -------- | ----- |
| Copa Mundial Sub-20 de 2011 | Colombia | Octavos de final | 4        | 0     |

### Selección absoluta
Con la selección mayor fue convocado a partidos válidos por la clasificación de Conmebol para la Copa Mundial de Fútbol de 2014 y clasificación de Conmebol para la Copa Mundial de Fútbol de 2018 contra las selecciones de Uruguay y Venezuela, debutando contra frente a la selección de fútbol de Uruguay.

#### Participaciones en eliminatorias
| Eliminatorias     | Sede            | Resultado    | Partidos | Goles |
| ----------------- | --------------- | ------------ | -------- | ----- |
| Eliminatoria 2014 | América del Sur | Clasificado  | 0        | 0     |
| Eliminatoria 2018 | América del Sur | No clasificó | 3        | 0     |

## Clubes
Actualizado al último partido disputado el 1 de abril de 2023.
| Club                         | País          | Año           | Partidos | Goles |
| ---------------------------- | ------------- | ------------- | -------- | ----- |
| C. S. Emelec                 | Ecuador       | 2007-2011     | 39       | 3     |
| El Nacional                  | Ecuador       | 2012          | 38       | 7     |
| C. S. Emelec                 | Ecuador       | 2013-2014     | 59       | 12    |
| Club León                    | México        | 2014-2015     | 26       | 1     |
| Dorados de Sinaloa           | México        | 2015-2016     | 20       | 1     |
| Mineros de Zacatecas         | México        | 2016          | 20       | 0     |
| Barcelona S. C.              | Ecuador       | 2016-2019     | 132      | 11    |
| Liga Deportiva Universitaria | Ecuador       | 2020          | 32       | 0     |
| Guayaquil City               | Ecuador       | 2021          | 30       | 4     |
| C. S. Emelec                 | Ecuador       | 2022-2023     | 3        | 0     |
| Total carrera                | Total carrera | Total carrera | 399      | 39    |

## Palmarés

### Campeonatos nacionales
| Título               | Club                         | País    | Año  |
| -------------------- | ---------------------------- | ------- | ---- |
| Serie A de Ecuador   | Emelec                       | Ecuador | 2013 |
| Serie A de Ecuador   | Barcelona S. C.              | Ecuador | 2016 |
| Supercopa de Ecuador | Liga Deportiva Universitaria | Ecuador | 2020 |

### Distinciones individuales
| Distinción                                                 | Año  |
| ---------------------------------------------------------- | ---- |
| Incluido en el 11 ideal de la Copa Banco del Pacífico      | 2016 |
| Incluido en el 11 ideal de la Serie A de Ecuador por Claro | 2016 |
| Incluido en el 11 ideal de la Copa Banco del Pacífico      | 2017 |